# Roland à Saragosse

Roland à Saragosse est une chanson de geste.
Elle nous est connue grâce à un unique manuscrit découvert en 1912 dans l'étude du notaire d'Apt où il était conservé dans un registre de l'année 1398.